# Margarete Berent

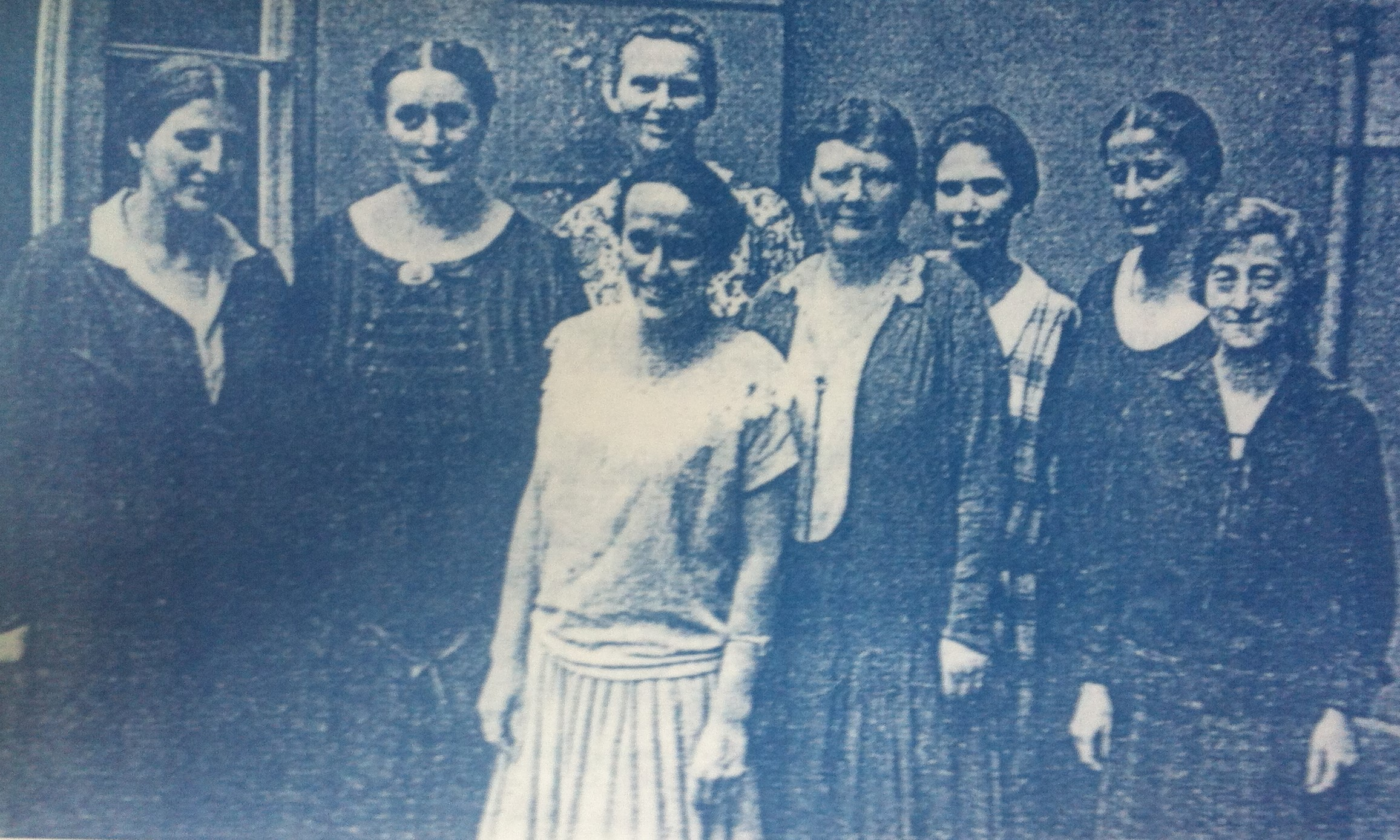
Margarete Berent (ganz rechts) unter den Gründerinnen des Deutschen Akademikerinnenbundes (1926)

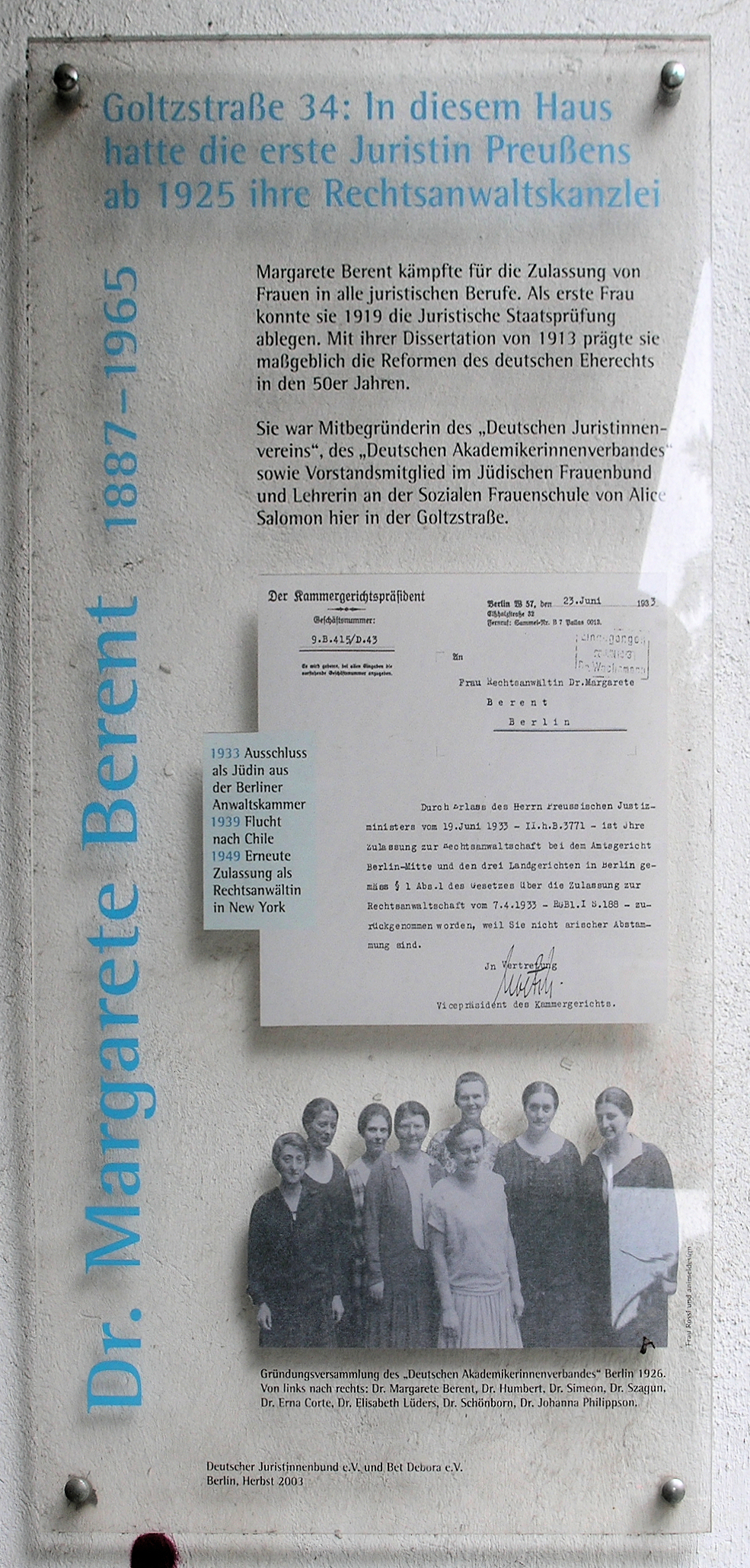
Gedenktafel am Haus Goltzstraße 34, in Berlin-Schöneberg

Margarete Berent (* 9. Juli 1887 in Berlin; † 23. Juni 1965 in New York), auch bekannt als Margareth Berent, war die erste Juristin in Preußen. Als Jüdin war sie Verfolgungen des NS-Regimes ausgesetzt.

## Lebenslauf
Margarete Berent wuchs als Tochter der Natalie, geborene Gabriel, und des Kaufmanns Max Berent in Berlin auf. Ihr Bruder Hans wurde später ein Opfer des Holocaust. Nach dem Abitur am Königstädtischen Realgymnasium unterrichtete sie zunächst an der Sozialen Frauenschule Berlin, bevor sie in Berlin und Erlangen Rechtswissenschaft studierte. Sie wurde 1914 mit der Dissertation über Die Zugewinngemeinschaft der Ehegatten promoviert, die das Prädikat magna cum laude erhielt. Da im Deutschen Kaiserreich Frauen keinen Zugang zu den klassischen Juristenberufen (Richter, Anwalt) erhielten, arbeitete Berent zunächst nur als Hilfskraft in Anwaltsbüros, in Rechtsschutzstellen und in der freien Wirtschaft, u. a. auch bei der AEG.
Sie war Mitbegründerin des Deutschen Juristinnenvereins und bewirkte gemeinsam mit weiteren Mitgliedern dieses Vereins aktiv die Zulassung zu den juristischen Examina für Frauen (1919). Sie legte im Dezember 1919 das Referendarexamen mit der Note „gut“ ab. Anfang 1925 folgte das Assessorexamen. Am 7. März 1925 erhielt Berent die Zulassung als Rechtsanwältin beim Amtsgericht Mitte und beim Landgericht Berlin und wurde damit eine der ersten Anwältinnen Preußens.
Gemeinsam mit Marie Munk, erarbeitete Berent Reformforderungen zum Ehe-, Ehegüter-, Familien- und Nichtehelichenrecht in der Weimarer Republik. Berent spezialisierte sich in dieser Phase ihres Berufswegs auf das Ehegüterrecht und war in der jüdischen Gemeinde Berlins und im Landesverband Preußischer Synagogengemeinden aktiv. Sie war 1926 Mitgründerin des Deutschen Akademikerinnenbundes und 1928 Mitgründerin der International Federation of Female Lawyers and Judges.
Am 19. Juni 1933 wurde sie als Jüdin aus der Rechtsanwaltskammer ausgeschlossen, da sie, wie alle weiblichen jüdischen Mitglieder, die wenigen Ausnahmekriterien (Tätigkeit vor 1914, Frontkämpferprivileg) des Gesetzes über die Zulassung zur Rechtsanwaltschaft vom 7. April 1933 nicht erfüllen konnte. Berent wurde Vorstandsmitglied im Jüdischen Frauenbund und arbeitete die nächsten Jahre für die Zentralwohlfahrtsstelle der Juden in Deutschland in Berlin. Erst im November 1939, nach Kriegsbeginn, verließ sie Deutschland, reiste zunächst nach Chile, wo sie sich als Haushälterin durchschlug, bevor sie im Sommer 1940 ein Visum für die USA erhielt.
Nach einem erneuten Jurastudium ab 1942 an der New York University – die Ausbildung in Deutschland wurde in den USA nicht anerkannt – und ihrer Zulassung zur Anwaltskammer 1949 wurde sie in New York, bereits 62-jährig, als Rechtsanwältin tätig. In den Jahren 1956 bis 1965 arbeitete sie in der Rechtsabteilung der Stadtverwaltung von New York.
Ihre Dissertation aus dem Jahr 1914 hatte in der Bundesrepublik einen starken Einfluss auf die Umgestaltung des ehelichen Güterrechts im Jahr 1958.
Da ihr Bruder und dessen Familie im KZ Auschwitz ermordet wurden, kehrte Berent nicht nach Deutschland zurück. Margarete Berent war nicht verheiratet und hatte keine Kinder.